# Maurice Vachon
Maurice Vachon (Montreal, 14 de septiembre de 1929 - Omaha, 21 de noviembre de 2013), más conocido por su nombre artístico "Mad Dog" Vachon, fue un luchador profesional canadiense. Era hermano de los luchadores Paul y Vivían Vachon, y tío de la luchadora Luna Vachon. Fue uno de los grandes heels de todos los tiempos de la AWA con una carrera que abarca cuatro décadas, mientras que también sirvió como líder de una de las familias más destacadas de este deporte.
Con 18 años luchó para Canadá en los Juegos Olímpicos de Londres 1948 terminando en séptima posición. En los Juegos de la Mancomunidad de 1950 celebrados en Auckland ganó una medalla de oro.
En 2010 fue introducido al WWE Hall of Fame.

## Vida personal
Vachon se casó tres veces. Vivió en Omaha, Nebraska, con su tercera esposa, Kathy Joe. La pareja se conoce cariñosamente como "Kat and Dog". Tuvo seis hijos, siete nietos y dos bisnietos.

### Muerte
Vachon murió el 21 de noviembre de 2013, a la edad de 84 años.

## En lucha
- Movimientos finales
  - Piledriver[7]

- Movimientos de firma
  - Morder la frente del oponente
  - Body slam
  - Leapfrog body guillotine
  - Single arm choke
  - Uppercut

- Apodos
  - "Mad Dog"[7]

## Campeonatos y logros
- American Wrestling Association
  - AWA Midwest Tag Team Championship (3 veces) - con Bob Orton (2) y Paul Vachon (1)
  - AWA World Heavyweight Championship (5 veces)
  - AWA World Tag Team Championship (2 veces) - con Paul Vachon (1) y Verne Gagne (1)

- Cauliflower Alley Club
  - Iron Mike Mazurki Award (2003)

- Central States Wrestling
  - NWA World Tag Team Championship (Central States Version) (1 vez) - con Baron Von Raschke

- Lutte Internationale
  - Canadian International Tag Team Championship (1 vez) - con Edouard Carpentier

- International Wrestling Enterprise
  - IWA World Heavyweight Championship (1 vez)
  - IWA World Tag Team Championship (1 vez) - con Ivan Koloff

- Mid-Atlantic Championship Wrestling
  - NWA Southern Tag Team Championship (Mid-Atlantic version) (1 vez) - con Paul Vachon

- Mid-South Sports
  - NWA Southern Heavyweight Championship (Georgia version) (1 vez)
  - NWA World Tag Team Championship (Georgia Version) (1 vez) - con Paul Vachon

- Pacific Northwest Wrestling
  - NWA Pacific Northwest Heavyweight Championship (6 veces)
  - NWA Pacific Northwest Tag Team Championship (1 vez) - con Fritz Von Goering

- Pro Wrestling America
  - PWA Heavyweight Championship (1 vez)

- Pro Wrestling Illustrated
  - Ubicado en el puesto # 166 de los PWI 500 en 2003.

- Professional Wrestling Hall of Fame and Museum
  - (Clase de 2004) - con Paul Vachon

- Quebec Sports Hall of Fame
  - inducido en 2009[8]

- Southwest Sports, Inc.
  - NWA Brass Knuckles Championship (Texas version) (1 vez)
  - NWA Texas Tag Team Championship (3 veces) - con Pierre LaSalle (1), Paul Vachon (1), y Duke Keomuka (1)

- Stampede Wrestling
  - NWA Canadian Tag Team Championship (Calgary version) (2 veces) - con Paul Vachon 1 Time The Tyger
  - NWA International Tag Team Championship (Calgary version) (3 veces) - con Paul Vachon

- World Wrestling Entertainment
  - WWE Hall of Fame (Clase de 2010)

- Wrestling Observer Newsletter awards

- Wrestling Observer Newsletter Hall of Fame (Clase de 1996)

## Fuente de referencia
CBC Program: The Journal, Broadcast Date: Dec. 29, 1987 Reporter: Allen Abel Guests: Réjean Tremblay, Diane Vachon, Maurice "Mad Dog" Vachon